# پل گردان
پل گردان (یا پل با دهانه گردان) نوعی پل متحرک است که می‌تواند به صورت افقی حول یک محور عمودی بچرخد. این سازه به عنوان تکیه‌گاه اصلی خود، دارای یک پین موقعیت‌یاب عمودی و حلقهٔ تکیه‌گاه است که معمولاً در مرکز ثقل یا نزدیک به آن قرار دارد و همان‌طور که در تصویر متحرک سمت چپ نشان داده شده است، دهانهٔ گردش می‌تواند به صورت افقی حول آن بچرخد.